# Daniel Protheroe
Daniel Protheroe (5 de noviembre de 1866-25 de febrero de 1934) fue un compositor y director de orquesta galés, nacido en Cwmgiedd, Brecknockshire. Tras alcanzar el éxito en el festival galés de Eisteddfod a una edad temprana, emigró a los Estados Unidos, donde se formó académicamente. Fue conocido por componer himnos metodistas calvinistas.

## Biografía
Protheroe fue hijo de Daniel y Eleanor Protheroe, y recibió instrucción musical desde muy joven. Actuó en los festivales de Eisteddfod en 1880 y 1881, antes de que se le quebrara la voz, ganando premios en ambas ediciones. A los 16 años dirigió el Coro Ystradgynlais en Llandeilo, ganando el premio coral. A los 19 años emigró a Estados Unidos y se instaló en Scranton (Pensilvania). Allí tomó cursos de dirección musical y fue instruido por Parson Price, Dudley Buck y Hugo Karn. Se graduó con una Licenciatura en Música en el Toronto College of Music y posteriormente se doctoró.
Protheroe permaneció en Scranton hasta 1892 y durante ocho años fue el director de la Sociedad Coral Cymmrodorion. Se mudó a Milwaukee, dirigiendo varios coros, antes de mudarse nuevamente, esta vez a Chicago. Continuó dirigiendo varios coros y enseñó en la Escuela de Música de Sherwood. Mientras estuvo en Chicago, fue mentor de Rhys Morgan ("El tenor galés", 1892-1961) y Haldor Lillenas (1885-1959).
Protheroe realizaría frecuentes viajes a Gales y actuando en varios Eisteddfodau nacionales. Escribió varias obras, entre ellas Arwain Corau (1914) y Nodau Damweiniol a D'rawyd (1924), y en 1918 editó el himnario Cân a Mawl para los metodistas calvanistas de América del Norte. Compuso o arregló muchos himnos religiosos, especialmente para voz masculina, entre ellas 'Price', ' Bryn Calfaria ', 'Cwmgiedd' y 'Nidaros'. También compuso dos cuartetos de cuerda y un poema sinfónico .
Murió en Chicago el 25 de febrero de 1934. En 1954 se inauguró una placa conmemorativa en su lugar de nacimiento en Ystradgynlais.